# محافظة ناراتيوات
ناراتيوات (بالتايلاندية:นราธิวาส) و(بالإنجليزية:Narathiwat) هي واحدة من محافظات تايلاند الخمس والسبعين تجاور محافظة فطاني ومحافظة يالا.

## التسمية
كلمة ناراتيوات تعني الإقامة معا الناس الطيبين. واسمها بالملايو بڠنارا

## التاريخ
تاريخيا المحافظة كانت جزءا من دولة فطاني والتي احتلتها تايلاند في عهد راما الأول واعترفت بها بريطانيا اثر معاهدة في العام 1909 ميلادي .

## الجغرافيا
تقع المحافظة علي خليج تايلاند ونهر نارا هو النهر الرئيسي الذي يصب في خليج تايلاند في مدينة ناراثيوات والذي يقع الشاطئ الأكثر شعبية بالقرب من مصب النهر.

## السكان
المحافظة تعتبر واحدة من اربع محافظات تايلاندية تعتبر أغلبيه سكانها مسلمين، حيث يشكل المسلمين 82% و 17.9% من الديانة البوذية، أغلب السكان هم مزارعين وصيادين

## اللغة
تعتبر اللغة الأولي في المحافظة هي لغة الملايو فطاني حيث يتحدثها 82% من السكان

## التقسيمات الادارية
تنقسم ناراثيوات الي 13 مقاطعات رئيسية والتي تنقسم إلى 77 مقاطعة فرعية (بلدية) و 551 قرية.
| 1. ناراثيوات موانج 2. تاك بأي (الملايو: تابال) 3. أتشو (الملايو: باشوء) 4. يي نغو (الملايو: جيرينجو) 5. را-نجاي 6. روسو (الملايو: جابت) 7. سي ساخوان | 1. واينج 2. سوخيرين 3. سو-نجاي كولوك (الملايو: سونجاى جدكولوك) 4. سو نجاي بادي (الملايو : سونجاي بادي) 5. جاني 6. تشو ايرونج |

## المعالم
حديقة بودو الوطنية التي تغطي مساحة 294 تعتبر من أهم المعالم في المحافظة والتي تأسست في 1974 ميلادي والتي تمتد الي محافظة فطاني ومحافظة يالا.

## التاريخ الحديث
هناك اضطرابات في جنوب تايلاند من بداية 4 يناير 2004 ولاسيما المحافظات ذات الأغلبية المسلمة من ناراثيوات ومحافظة يالا ومحافظة فطاني ومعظم سكان هذه المحافظات من عرقية الملايو.

### حوادث
- في يوم 8 يونيو 2009 توفي 10 اشخاص علي الاقل في حادث إطلاق نار خلال صلاة العشاء حيث انه خمسة أو ستة مسلحين متنكرين بالاقنعة هاجموا المسجد وفتحو النار علي المصلين، الجيش التايلاندي نفي تورطه في حادث إطلاق النار.[3]
- في يوم 26 أكتوبر 2004 وجد 78 شخص من مسلمين محافظة ناراثيوات مختنقين بعد أن كانت الشرطة قد القت القبض عليهم ووضعتهم في شاحانات الشرطة بسبب مشاركتهم في مظاهرات.

## معالم
المسجد المركزي في ناراثيوات 
بني هذا المسجد في 1981 علي الطراز العربي والمسجد هو المركز الرئيسي الذي يأتون له مسلمين المحافظة لأداء صلاة الجمعة